# Homecoming (песня)
«Homecoming» — пятый сингл с третьего студийного альбома Graduation американского хип-хоп артиста Канье Уэста. Трек занял 9 место по количеству скачиваний в UK Singles Chart. Песня была записана вместе с Крисом Мартином из группы Coldplay, которому принадлежит вокал в припеве. Также в песне используется имя Уэнди (англ. Wendy), что является отсылкой к прозвищу города Чикаго — «Город Ветров» (англ. The Windy City). Песня была раскритикована из-за участия в записи Криса Мартина, поскольку тот не имеет отношения к Чикаго.

## Видео
1 апреля 2008 года Канье Уэст разместил клип Homecoming на своём аккаунте Vimeo. Позже он разместил клип в своём официальном блоге.
Клип выполнен в чёрно-белых тонах. В нём Уэст ходит по различным районам города Чикаго. Так же в клипе снялись рэпер Common и Крис Мартин (в основном в виде силуэта), играющий на пианино и поющий припев.
Видео было номинировано на 2008 MTV Video Music Awards.

## Список композиций
- Сингл для Великобритании

1. Homecoming
2. Stronger (AD remix)

- iTunes — Сингл для Австралии[7]

1. Homecoming
2. Good Night (совместно с Mos Def и Al Be Back)

## Чарты и сертификация
| Чарт (2008)                           | Лучшая позиция |
| ------------------------------------- | -------------- |
| Австралия (ARIA)                      | 32             |
| Австрия (Ö3 Austria Top 40)           | 27             |
| Бельгия/Фландрия (Ultratop 50)        | 17             |
| Бельгия/Валлония (Ultratop 50)        | 35             |
| Канада (Billboard Canadian Hot 100)   | 79             |
| Дания (Tracklisten)                   | 15             |
| Финляндия (Suomen virallinen lista)   | 13             |
| Германия (GfK)                        | 17             |
| Ирландия (IRMA)                       | 5              |
| Нидерланды (Dutch Top 40)             | 26             |
| Нидерланды (Single Top 100)           | 39             |
| Новая Зеландия (Recorded Music NZ)    | 22             |
| Норвегия (VG-lista)                   | 11             |
| Швеция (Sverigetopplistan)            | 19             |
| Швейцария (Schweizer Hitparade)       | 38             |
| Turkey (Billboard Türkiye)            | 21             |
| Великобритания (OCC UK Singles)       | 9              |
| США (Billboard Hot 100)               | 69             |
| США (Billboard Hot R&B/Hip-Hop Songs) | 53             |
| США (Billboard Hot Rap Songs)         | 15             |
| US Pop 100 (Billboard)                | 50             |
| США (Billboard Rhythmic)              | 27             |

| Регион                                                      | Сертификация | Продажи    |
| ----------------------------------------------------------- | ------------ | ---------- |
| Австралия (ARIA)                                            | Золотой      | 35 000^    |
| Дания (IFPI Danmark)                                        | Золотой      | 10 000^    |
| Германия (BVMI)                                             | Золотой      | 150 000    |
| Великобритания (BPI)                                        | Платиновый   | 600 000    |
| США (RIAA)                                                  | Платиновый   | 1 000 000* |
| ^ Данные о тиражах приведены только на основе сертификации. |              |            |